# 光枝长白忍冬
光枝长白忍冬（学名：Lonicera ruprechtiana var. calvescens）为忍冬科忍冬属下的一个变种。

## 扩展阅读
- 維基物種上的相關：光枝长白忍冬